# Outplacement
Outplacement of ontslagbegeleiding slaat op begeleidende diensten om ontslagen of met ontslag bedreigde werknemers te helpen bij het vinden van een nieuwe betrekking of bij het opstarten van een activiteit als zelfstandige.
Een outplacementprogramma voorziet enkele vaste onderwerpen:
- opvang en psychologische ondersteuning
- opmaken van een professionele balans: zoeken naar competenties
- verkennen van de arbeidsmarkt
- leren van specifieke technieken om te solliciteren
- een blijvende ondersteuning tijdens het zoeken naar werk
- advies bij het onderhandelen van een nieuw contract
- opvolging bij aanvang op een nieuwe werkplek.

## Geschiedenis
Outplacement ontstond toe Thomas B. Hubbard, een codirecteur van een reclamebureau in de jaren 1960, besloot om collega's naar nieuwe banen te leiden als zij bij zijn bureau moesten uitstromen. Eind jaren 1960 stroomde hij zelf uit en daarna besloot hij het eerste outplacementbureau op te richten en zijn diensten aan te bieden aan verschillende bedrijven. In de jaren 1990 werd outplacement ook populair in Europa, waar het in België in 1992 zelfs in de cao werd vastgelegd. In Nederland is gebruik van bureaus wel opgekomen in die tijd, maar wordt het traject veelal gestart op initiatief van de werkgever.

## België
In België wordt outplacement geregeld door de cao nr. 51 van 10 februari 1992.
De recentere cao 82, in juli 2007 gewijzigd in cao 82bis, regelt het verplicht outplacement voor oudere werknemers. Een werknemer uit de privésector die minstens 45 jaar oud is als zijn arbeidsovereenkomst door ontslag beëindigd wordt, heeft recht op een outplacementbegeleiding. Dit recht vervalt echter indien:
- de persoon in kwestie geen jaar ononderbroken dienstanciënniteit heeft
- het een ontslag om dringende reden betreft
- indien de persoon op brugpensioen gaat (pas op voor uitzonderingen)
- indien de persoon recht heeft op een rustpensioen

Werkgevers die werknemers weerhouden van dit recht, dienen een vergoeding te storten in het "Fonds voor outplacement". Werknemers die geen gebruik maken van dit recht kunnen via de werkloosheidsverzekering gesanctioneerd worden. De herstelwet van 27 maart 2009 voorziet dat bij collectief ontslag alle getroffen werknemers, ongeacht hun leeftijd of anciënniteit, een aanbod outplacement moeten krijgen. De begeleiding wordt verstrekt binnen de structuur van een tewerkstellingscel, die de werkgever verplicht is op te richten bij aankondiging van collectief ontslag. Het outplacementkantoor biedt een werkplek en de nodige documentatie en werkmiddelen.

## Nederland
Outplacement wordt in Nederland over het algemeen ook positief beschouwd. Zo spreken schrijvers Irene Schoemakers en Fons Koopmans wel van een 'sociaal-maatschappelijk verantwoord instrument'. In Nederland wordt vaak gebruik gemaakt van een bureau gespecialiseerd in outplacement. Vaak komt in Nederland het initiatief om outplacementbureaus te gebruiken vanuit de individuele werkgever. Die werkgever kan dan bijvoorbeeld in contact treden met de branchevereniging OVAL, waar in Nederland veel bureaus onder vallen. Sommige van die bureaus bieden een volledig traject van begeleiding aan, anderen bieden slechts losse diensten. Ook de doelgroep kan per bureau verschillen, er zijn bijvoorbeeld bureaus specifiek voor 50+'ers.

## Voor- en nadelen van outplacement
De verwachte voordelen voor outplacement zijn onder meer dat werkgevers die hier gebruik van maken hopen dat de relatie tussen hun vertrekkende medewerker en hen positief blijft. Zo hopen ze vaak juridische procedures te verkorten of vermijden. Ook kan het motiverend werken voor achterblijvende werknemers als zij zien dat de werkgever nog altijd zorg draagt voor een vertrekkende medewerker. Tot slot draagt dit ook bij aan employer branding en zorgt het daarmee mogelijk voor een sterke instroom in de toekomst.
Toch is er niet bewezen dat outplacement ook daadwerkelijk werknemers helpt sneller een nieuwe baan te vinden. Daarmee kan het heel goed zijn dat het een goed visitekaartje voor het bedrijf is, maar voor de medewerker niet zo veel verschil maakt.